# Cortlandt Alley
Pour les articles homonymes, voir Cortlandt.
Cortlandt Alley est une ruelle à Lower Manhattan, à New York. 

## Situation et accès
L'allée s'étend du nord au sud, de Canal Street à Franklin Street sur trois pâtés de maisons entre Tribeca et Chinatown. Comme Cortlandt Street dans le Financial District de Manhattan et Van Cortlandt Park dans le Bronx. 

## Origine du nom
La voie tient son nom de la famille Van Cortlandt (en), qui a joué un rôle clé dans la vie politique de New York, depuis l'époque de la colonie néerlandaise au XVIIe siècle jusqu'à son passage sous domination anglaise.

## Historique

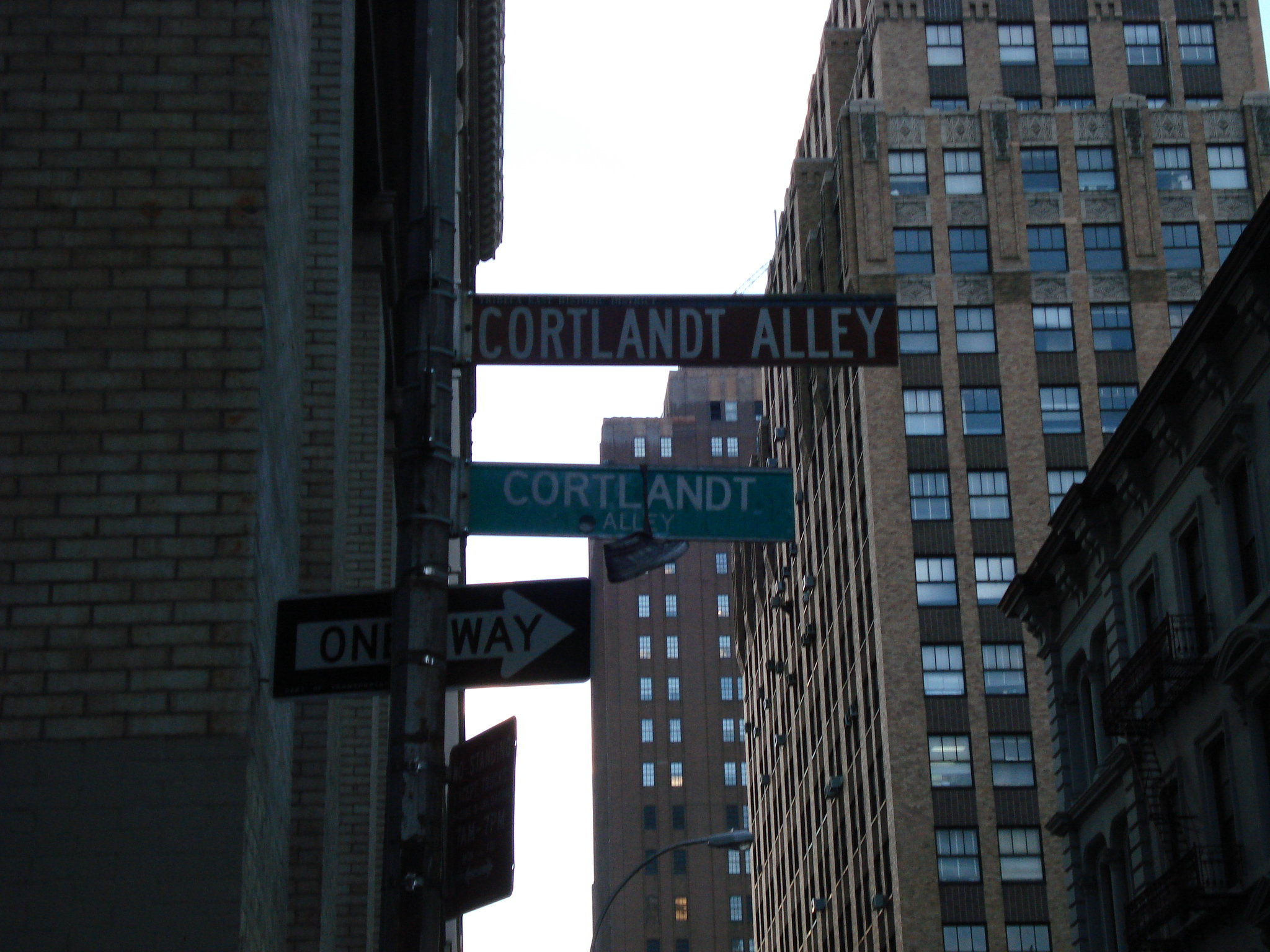
Panneau de rue indiquant la Cortlandt Alley.

Le Commissioners' Plan de 1811, considéré comme le document le plus important du développement de la ville de New York, visait à optimiser et maximiser l'urbanisation. Le plan créait 155 rues et 12 avenues se coupant à angle droit, laissant de côté les ruelles. Le plan a donné à la commission un droit d'expropriation qui permettait de forcer les propriétaires fonciers à vendre tout terrain dont la commission avait besoin pour son projet. Environ 40ù de tous les bâtiments existants ont été détruits pour faire place au nouveau réseau. En échange de leurs pertes, la commission n'a aménagé aucune ruelle sur les terrains restants afin que les propriétaires fonciers puissent profiter de davantage de logements et d'unités commerciales.
La plupart des ruelles restantes de la ville de New York sont situées dans le sud de Manhattan, au sud de Canal Street. Cortland Alley est aménagée en 1817, six ans après le Plan.
Les cinéastes l'utilisent souvent comme toile de fond pour une scène de meurtre, une bagarre de rue, une poursuite policière et toute scène liée au crime. Pour rendre la ruelle encore plus sombre et inquiétante, les équipes de tournage collent des papiers sur les murs, disposent des sacs poubelles sur les côtés et donnent à l'environnement un aspect négligé.

## Cinématographie et lieu de tournage
Le tournage de films n'étant pas autorisé dans de nombreuses ruelles de la ville de New York, Cortlandt Alley est fréquemment utilisée au cinéma et dans les émissions télévisées,,, notamment Crocodile Dundee, 9 Semaines ½ et Boardwalk Empire. En 2019, des équipes de tournage s'y trouvaient trois à quatre fois par semaine.
Selon Nick Carr, recherchiste de lieux de tournage : « C'est une version fictive de New York qui se perpétue d'elle-même, la ruelle est devenue emblématique. Nous en sommes arrivés au point où nous avons vu des ruelles dans tellement de films et d'émissions de télévision que les vrais New-Yorkais pensent qu'elles sont tout autour de nous",,.
Les films et séries télévisées notables comprennent :
- Men in Black
- Ninja Turtles 2
- Highlander
- Gotham
- Kate et Léopold
- Boardwalk Empire
- 9 Semaines ½
- New York, police judiciaire
- New York Police Blues
- Les Schtroumpfs
- And Just Like That...[9]

Vidéos musicales:
- Simba par J. Cole
- On the Street (en) (avec J. Cole) de J-Hope de BTS
- Bande-annonce de Maxident (en) de Stray Kids